# Abu Zyan Mohamed VI
Vous pouvez aider à l'améliorer ou bien discuter des problèmes sur sa page de discussion.
- Certaines informations devraient être mieux reliées aux sources mentionnées dans la bibliographie ou les liens externes. Améliorez sa vérifiabilité en les associant par des références. (Marqué depuis février 2025)
- Son texte doit être wikifié : il ne correspond pas à la mise en forme Wikipédia (style, typographie, liens internes, liens entre les wikis, etc.). (Marqué depuis février 2025)
- Les conventions bibliographiques ne sont pas respectées. La bibliographie et les liens externes sont à corriger. (Marqué depuis février 2025)
- Il n’est pas rédigé dans un style encyclopédique. (Marqué depuis février 2025)
- La traduction doit être revue. Le contenu est difficilement compréhensible à cause d’erreurs de traduction, peut-être dues à l’utilisation d’un logiciel de traduction automatique. (Marqué depuis février 2025)

Muhammad bin Ahmed bin Abi Salem, surnommé Abu Zayan et surnommé Al-Mustansir Billah, est un sultan marocain de la tribu des Banu Marin . Il a prêté allégeance à son oncle Abu Faris Musa et il avait cinq ans, son règne a donc duré quarante-trois jours.

## Biographie
Serment d'allégeance au sultan Abu Zayan Muhammad
Après la mort du sultan Abu Faris Musa, Yaish bin Rahu n'attendit pas le retour de campagne de son frère, le ministre Masoud bin Masai, mais prêta plutôt allégeance le jour même de la mort du sultan Musa, à son neveu Abu Zayan Muhammad bin Abi al-Abbas, le vendredi troisième du Ramadan de l'année 788 AH, alors qu'il avait cinq ans.
Le sultan Abu Zayan Muhammad bin Ahmad fut déposé le vendredi 15 du mois de Shawwal de l'an 788 de l'Hégire et fut exilé en Andalousie avec son père Abu al-Abbas Ahmad . Son règne dura quarante-trois jours sous la tyrannie du ministre Masoud.

## Sources
- روضة النسرين في دولة بني مرين لإسماعيل ابن الأحمر ص (37) مطبوعات القصر الملكي.
- الاستقصا للمؤرخ الناصري الجزء الرابع ص (71) دار الكتاب الدار البيضاء.
- تاريخ المغرب الإسلامى و الأندلس في العصر المرينى للدكتور محمد عيسى الحريري الفصل الثالث ص (178).

- (ar) Cet article est partiellement ou en totalité issu de l’article de Wikipédia en arabe intitulé « تعديل قسم من «أبو زيان محمد بن أحمد» » (voir la liste des auteurs).